# Морозини
Морозини (итал. Morosìni, Mauroceno, Mauroceni, лат. Maurocenus, Mauroceni) — знатный венецианский род, древний и многочисленный, предположительно венгерских корней, давший Республике четырех дожей, трех патриархов, множество государственных чиновников, генералов, адмиралов и кардиналов. Первые упоминания о династии относятся ко временам императора Оттона II Рыжего (X век). Входил в число 24 семей «Сase Vecchie» — древнейших родов Венеции.

## Представители династии

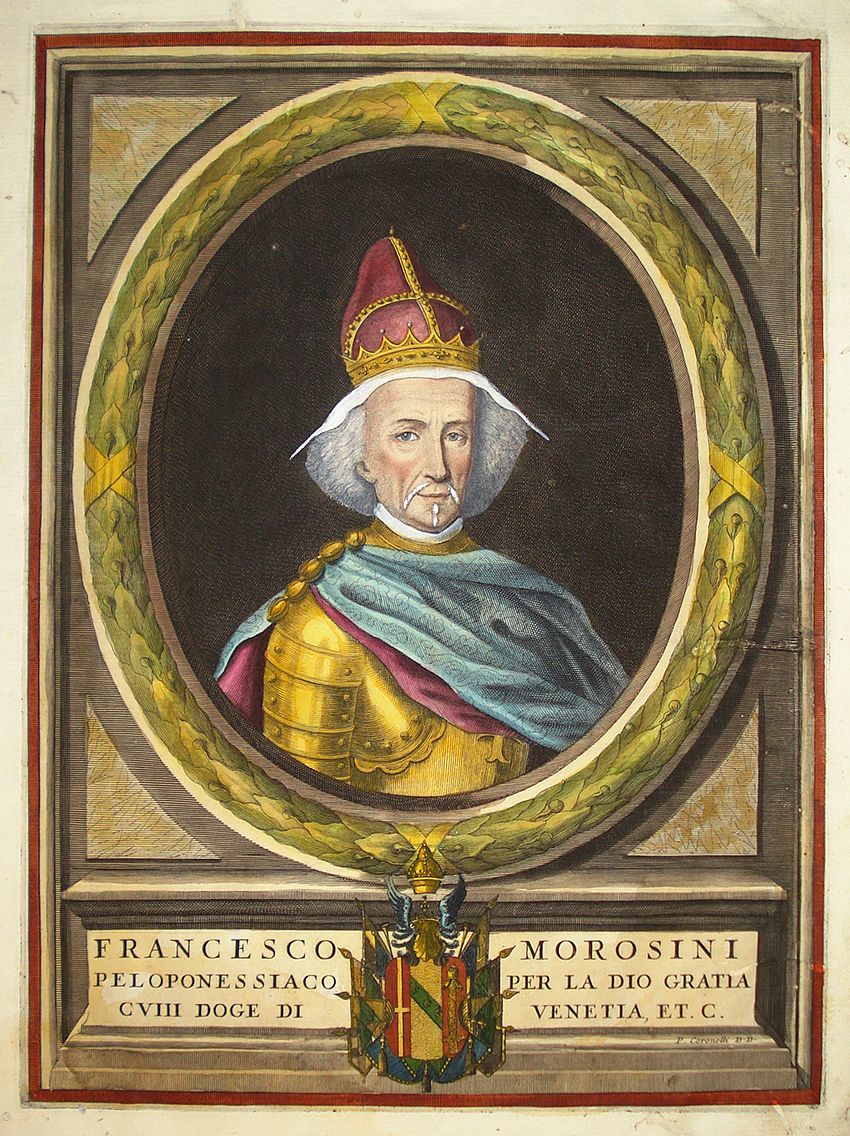
Франческо Морозини, Дож Венеции

### Дожи Венеции
- 1148 год: Доменико Морозини (ум. 1156). Вел успешную войну с далмацкими корсарами

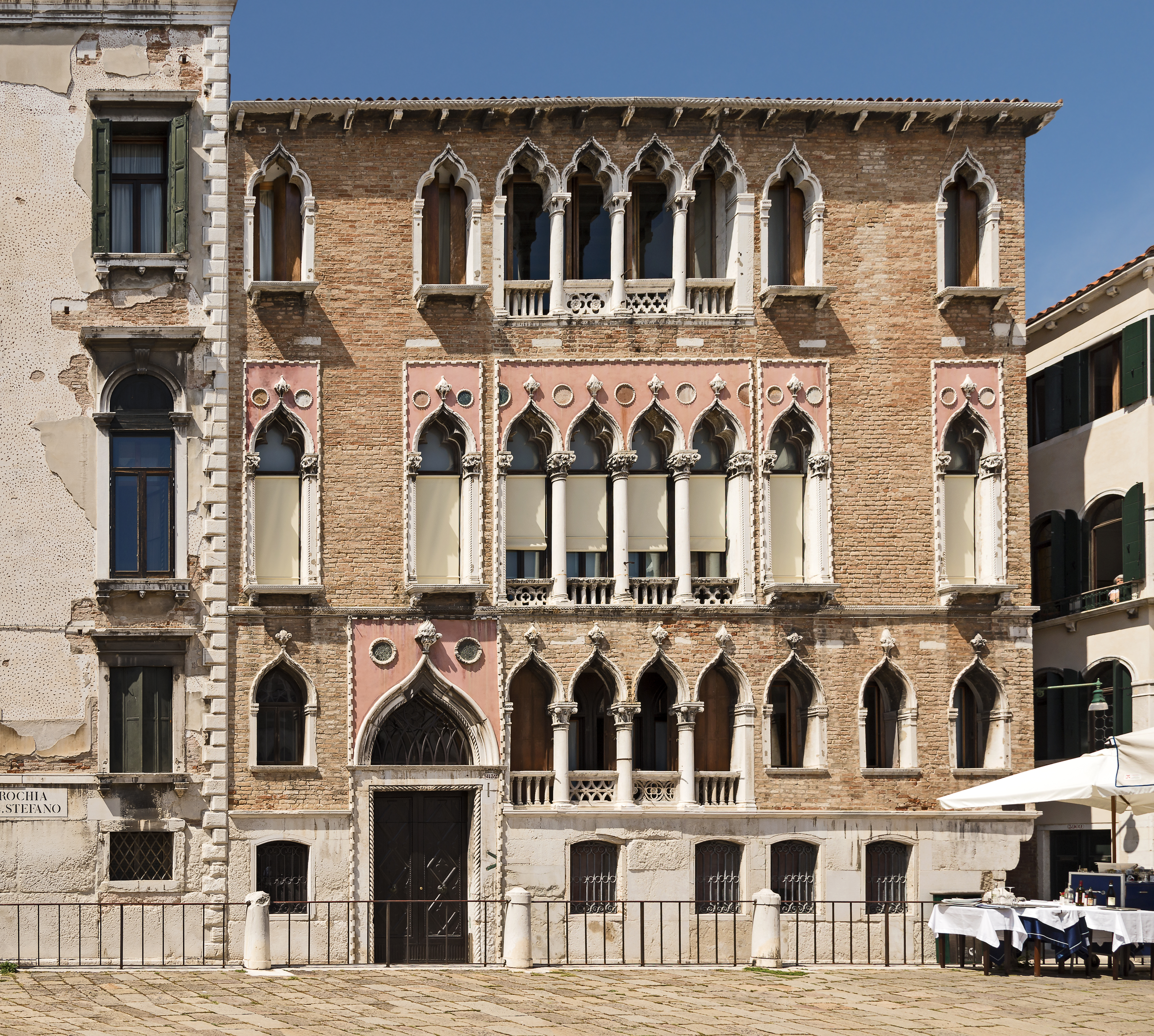
Палаццо Морозини в Венеции, Кампо Сан-Анжело

- Палаццо Морозини в Венеции, Кампо Сан-Анжело1249 год: Марино Морозини (ум.1252).
- 1382 год: Микель Морозини (скончался в тот же год)
- 1688 год: Франческо Морозини «Пелопонесский» (ум. 1694). Вел успешную войну с турками, возглавлял флот. Пушки венецианского флота под его предводительством разрушили Парфенон.

### Военные
- Альбертино Морозини — командовал пизанским флотом, разбитым в 1284 году в битве при Мелории.
- Барбоне Морозини (XVII в.) — адмирал.

### Духовенство

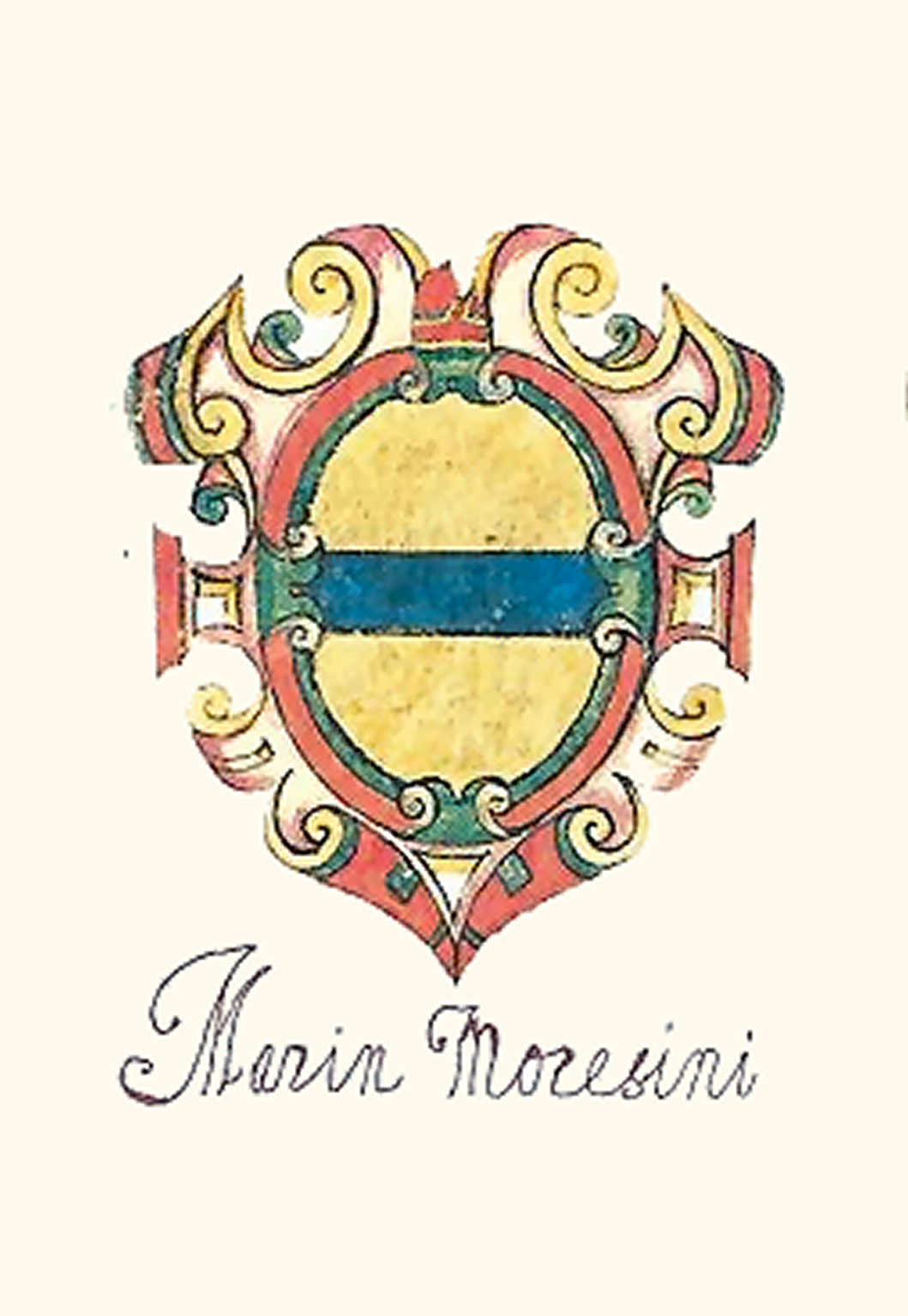
Герб Марино Морозини

- Джованни Морозини — один из первых известных представителей рода в Венеции. Женат на дочери дожа Пьетро Орсеоло. В 978 году сопровождал тестя во время его бегства из Венеции. В 982 году вернулся и принял постриг.[3] Основывает бенекдетинский монастырь на острове Сан-Джорджо Маджоре, подаренном ему дожем Трибуно Меммо. На острове позже был построен знаменитый Собор Сан-Джорджо Маджоре и будет находиться семейная усыпальница Морозини.
- Фома (Томмазо) Морозини — в 1204 году после взятия Константинополя крестоносцами был выбран ими его „патриархом“[4] (до 1211 года). Первый из латинских патриархов Константинополя.
- Патриархи Венеции: Николо I (с 1336 года) и Николо II (с 1379 года)
- Епископ Торчелло: Джакомо (1335-1351).
- Епископ Копра (совр. Словения, итал. Capodistria): Лодовидо (1364)
- Два епископа Новиграда (совр. Хорватия, итал. название Cittanova d'Istria): Джованни VI (1347) и Джованни VIII (Марчелло) (1426).
- Епископ Пореча (совр. Хорватия, итал. Parenzo): Франческо (1464–1471).
- Джан (Джованни) Франческо Морозини (XVI в.) — епископ Брешии (1585–1596), папский нунций во Франции, занимавшийся ситуацией с Генрихом III, Гизами и Генрихом Наваррским.[5]
- Агостино Морозини (XVII в.) — архиепископ Дамасский [6]
- Джанфранко Морозини — патриарх Венеции в 1644–1678 гг.
- Два епископа Брешии: Марко (1645–1654) и Фортунато (1723–1727).
- Три епископа Тревизо: Сильвестро (1633–1636), Марко, позднее ставший епископом Брешии (1639–1645), и Фортунато (1710–1723).
- Епископ Кьоджи: Джованни (1770).
- Епископ Вероны: Джованни (1772-1789).

### Чиновники и дипломаты
- Винченцо Морозини (1511-88) — префект Бергамо, прокуратор Св. Марка, президент университета Падуи, заказчик Тинторетто и Палладио.
- Джан Франческо Морозини — посол в Константинополе. В 1585 году в одном из своих рапортов оставил одно из первых сообщений о кофе[7].
- Джан Франческо Морозини — посол при папском дворе в Риме в 1702—1706 годах.
- Франческо II Лоренцо Морозини (1714—1793), прокуратор собора Св. Марка, венецианский посланник в Париже (1748—1751), в Англии (1763). Упоминается в воспоминаниях своего соотечественника Джакомо Казановы, помог его знакомству с мадам Помпадур.[8]
- Граф Доменико Морозини — с 1827 года бургомистр Венеции и отвечал за введение порто-франко.
- Джованни Баттиста Морозини участвовал в революции при Даниеле Манине в 1848 году, за что был выслан.

### Сочинители
- Антонио Морозини (XV в.) — автор «Хроник» («Chronique. Extraits relatifs d l’histoire de France», «Morosini Codex») важного источника по истории Жанны д’Арк[9], об оккупации венецианцами Салоник[10] и т. д.
- Доменико Морозини — автор «De bene instituta re publica» (1497)[11]
- Паоло Морозини (род. 1406) — соавтор «Memoria storica intorno alla. Repubblica di Venezia» совместно с Джованни Корнаро (XV в.).
- Андреа Морозини (1558—1618) — известный историк (соч.: Annali Veneti, Le Imprese ed espeditioni di terra santa, &c. (Venice, 1627); Deus quae Veneta respublica ad Istriae oras gessit, &c., De forma reipublicae Venetae).

### Женщины

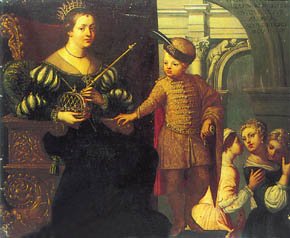
Томмазина Морозини и Андраш III

- Томазина Морозини — супруга Стефана Постума (сына короля Андраша II Венгерского и королевы Беатриче д’Эсте). Мать короля Андраша III, который после смерти отца и до приглашения на трон воспитывался у своих венецианских родственников.
- Констанца, сестра Томазины. Замужем за королём сербов Стефаном Владиславом II (англ.).[3]
- Томазина Морозини, племянница двух предыдущих. Замужем за дожем Пьетро Градениго. Через своих потомков Висконти входит в число предков Георга I, французских Бурбонов и Черчиллей.
- Елена Морозини — жена Бернардо Бембо и мать гуманиста кардинала Пьетро Бембо.
- Деа Морозини — супруга дожа Николо Троно.
- Франческа Морозини — супруга дожа Андреа Дандоло.
- Морозина Морозини-Гримани — догаресса, супруга дожа Марино Гримани
- Лоредана Морозини (ум. 1886) — благотворительница, последняя из ветви Сан-Стефано.
- Элисабетта Морозини, мать предпоследнего дожа Венеции, Паоло Реньера.

## В искусстве
- Апофеоз одного из дожей Морозини изобразил Тьеполо в Палаццо Исимбарди, в Милане[12].
- Роскошная мраморная гробница дожа Микеля Морозини (1382) находится в Собор Санти-Джованни-э-Паоло.
- Винченцо Морозини послужил моделью портрета работы Тинторетто[13].

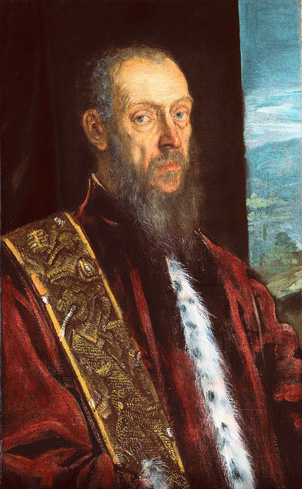
Тинторетто. Портрет Винченцо Морозини. Лондон, Национальная галерея

- Капелла Морозини в соборе Сан-Джорджо Маджоре работы Палладио, с которым Винченцо поддерживал отношения, находится с левой стороны. Донатор — Винченцо Морозини (1511-1566) и его сын Барбон.[14]. Капелла украшена полотном работы Тинторетто «Воскресение Христа со св. Андреем и членами семьи Морозини», где изображены донаторы, скончавшийся сын Винченцо по имени Андреа, и жена Винченцо Чечилия Пизани. Капелла также украшена портретными бюстами членов семьи работы Виргилио Рабини.
- Тинторетто также написал портрет Баттиста Морозини, хранившийся в галерее Венецианской академии[15] или в венгерской коллекции[16].
- Считается, что одна из ранних работ Тициана — фреска с изображением Геркулеса во дворце Морозини.
- Семейное палаццо Ка’Морозини находится на площади Св. Стефана (называемой также площадью Франческо Морозини), вблизи церкви Санто-Стефано.  Знаменитый флотоводец принадлежал к ветви рода, жившем в этом доме.
- Другое семейное палаццо Морозини упоминает Джон Рёскин: «находится вблизи Ponte dell' Ospedaletto, у Сан Джованни Паоло. Внешний облик не представляет особенного интереса, хотя входной портал демонстрирует остатки кирпичной кладки XIII века. Внутренний двор красив; готическая лестница раннего XIV века, ранее была непревзойденной, и окна наверху — наиболее совершенные в своем роде из всех, какие я видел в Венеции».[17]. Палаццо на площади Св. Стефано Раскин отметил, как не представляющее интереса.
- Палаццо Морозини-Брандолин (Brandolin) на Calle del Campanile относится к XIV веку.
- Палаццо Lion Morosini находится на Campiello del Remer на Canal Grande.
- Вилла Морозини-Вендрамин (Villa Morosini-Vendramin) заложена Джан Франческо Морозини в 1706 году.
- Один из греческих трофеев Франческо Морозини — каменные львы, установленные по бокам входа в венецианский Арсенал, ставшие эмблемой города (см. Пирейский Лев).
- «Фонтан Морозини» из каменных львов — одна из главных достопримечательностей Гераклиона.
- Династия присутствует в компьютерной игре Crusader Kings II.

## Поздняя эпоха

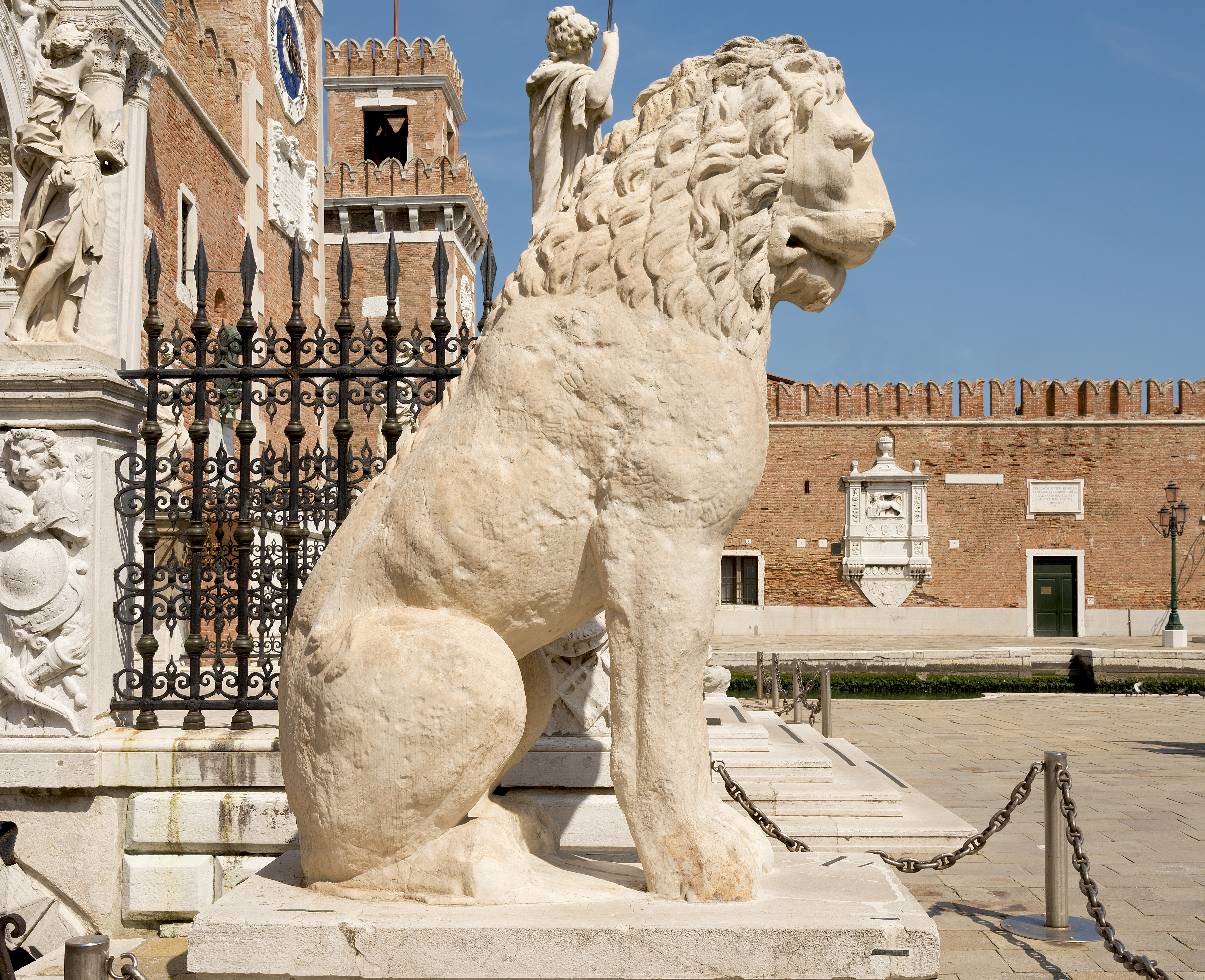
Пирейский Лев. Один из знаменитых львов у Арсенала, привезённых Франческо Морозини

В 1853 году Джон Рёскин упоминает знакомого ему потомка семьи, графа Карло Морозини (из ветви San Giovanni Laterano), который помог ему с архивными документами.
В XIX веке графскую семью, носящую фамилию Морозини, находим в числе аристократов, обосновавшихся в Швейцарии (ит.).
В начале XX века в Нью-Йорке проживал банкир-миллионер Джованни П. Морозини (Giovanni P. Morosini), происходивший из данного рода (по утверждению газет). В 1902 году он пожертвовал 100 000 долларов на ремонт Кампанильи в Венеции. Его сына звали Аттилио (Attilio P. Morosini), невесткой являлась Mrs. Mary Washington Bond Morosini. Миллионер скончался в 1908 году, оставив основное состояние дочери Джулии (Giulia) и определенные суммы для двух сыновей и еще одной дочери (mrs. Victoria Morosini-Schilling). Джулия поселилась в Ривердейле и вышла замуж за человека по имени Arthur M. Werner. В 1932 году Джулия подарила коллекцию старых мастеров, собранную своим отцом, музею Метрополитен.

## Интересные факты
- Альдо Морозини, антиквар-ювелир, вымышленный представитель династии, живущий в 1-й пол. XX в. и носящий титул «князь» — персонаж успешной серии детективно-исторических романов французской писательницы Жюльетты Бенцони.
- У Петры Рески в «Палаццо Ка’Дарио» был персонаж из рода Морозини.